# 荔浦河
荔浦河，位于中国广西壮族自治区北部，是漓江右岸支流，上游称长滩河，发源于金秀瑶族自治县大瑶山的老山北麓，忠良乡定卜村西南3千米处，北流至荔浦县修仁镇天井岭转西北流，于念村右纳龙安河后称修仁河，东北流至荔浦县城荔城镇沙街村左纳杜莫河后始称“荔浦河”。干流继续东北流至平乐县县城平乐镇南洲村以西汇入漓江。干流长121千米，平均比降3.56‰，流域面积2038平方千米。年均径流量18.43亿立方米。